# بروتوكول المصادقة بكلمة المرور
بروتوكول المصادقة بكلمة السر (بالإنجليزية: Password Authentication Protocol)‏ أو اختصارا (PAP) هو بروتوكول يتبعه المستخدم ومزود الخدمة أساسه كلمة السر. أغلب خوادم أنظمة التشغيل الشبكي تدعم بروتوكول المصادقة بكلمة السر.

## آلية العمل
- يرسل المستخدم اسم المستخدم وكلمة المرور
- يرد الخادم إما بالسماح أو الرفض[1]